# Pólo Museológico da Água
O Pólo Museológico da Água é um museu e um edifício histórico na aldeia de Querença, no Município de Loulé, em Portugal.

## Descrição e história
O pólo museológico está situado na aldeia de Querença. Funciona principalmente como um centro de interpretação sobre a presença da água na história e cultura da freguesia, mostrando por exemplo as várias infraestruturas tradicionais ligadas ao seu aproveitamento, como noras e moinhos, a sua ligação ao longo do ano agrícola e astral, e registando várias lendas populares ligadas à água. Também serve como ponto de divulgação sobre a Paisagem Protegida da Fonte da Benémola, a sua riqueza faunística e vegetal, e as várias intervenções pela qual passou, como a construção de uma barragem hidroeléctrica e uma unidade hoteleira..
O museu foi instalado num antigo edifício de telhados múltiplos, tendo sido planeado pelo Gabinete de Reabilitação Urbana de Querença. Esta obra foi feita no âmbito do Plano Estratégico para as Áreas de baixa Densidade do Algarve, que foi iniciado em 2002 pela Comissão de Coordenação e Desenvolvimento Regional do Algarve. Foi inaugurado em 18 de Maio de 2012.